# Tembakounda
Tembakounda ist die Quellregion des Niger-Flusses, Westafrikas längster Fluss, der im Nigerdelta in den Golf von Guinea, 4180 km entfernt, mündet.  Tembakounda liegt in  745 m Höhe in den Daro-Bergen. Diese bilden den guineischen Teil der Loma-Berge.